# A Harpa de Ervas
A Harpa de Ervas (título em inglês The grass harp) é um livro de Truman Capote, escrito em 1951.